# Salle no 8
 (mai 2024).
Salle no 8 est un feuilleton télévisé français en 65 épisodes de 13 minutes, en noir et blanc, réalisé par Jean Dewever et Robert Guez sur un scénario de Claude Choublier et Paul Gégauff, et diffusé à partir du 6 avril 1967 sur la première chaîne de l'ORTF.

## Synopsis
Incipit oral des épisodes : « Un hôpital, quelque part dans la banlieue parisienne, avec ses longs couloirs interminables. Une salle parmi tant d'autres, la salle n° 8 : médecine générale pour homme. Le patron, le professeur Montade. Son assistant, Jacques Pernet. Philippe Delbec, l'interne en médecine, responsable de la salle. Anne Badel et Serge Groppard, deux jeunes externes attachés à la salle. Madeleine, l'infirmière responsable. Mamadou, le garçon de salle. Et puis Maurice et Françoise, internes en pharmacie. Marc Dantzer, interne en chirurgie. Raymond Clabaurout, interne en médecine. Pour eux tous, l'hôpital, c'est leur vie. »
La série débute par l'entrée en internat de médecine de deux étudiants, Anne et Serge. Ils vont découvrir la médecine hospitalière et le monde du travail.

## Fiche technique
Sauf indication contraire, les informations mentionnées dans cette section peuvent être confirmées par la base de données cinématographiques IMDb,  présente dans la section « Liens externes ».
- Titre : Salle n°8
- Réalisation : Jean Dewever et Robert Guez
- Scénario et dialogues : Claude Choublier et Paul Gégauff
- Musique : Armand Canfora et Joss Baselli
- Directeur de la photographie : Jacques Loiseleux
- Décors : Philippe Ancellin[3]
- Format : Noir et blanc
- Diffusion : du 6 avril 1967 au 7 juillet 1967
- Chaîne : ORTF

## Distribution

### Acteurs principaux
Sauf indication contraire, les informations mentionnées dans cette section peuvent être confirmées par la base de données cinématographiques IMDb,  présente dans la section « Liens externes ».
- Bernard Tiphaine : Philippe Delteque, interne en médecine (41 épisodes)
- Anna Gaylor : Madeleine Bellot, l’infirmière responsable (40 épisodes)
- Françoise Caillaud : Anne Badel (40 épisodes)
- Bernard Henry : Serge Groppard  (38 épisodes)
- Jacques Verlier : Marc Dauzat, interne en chirurgie  (33 épisodes)
- Laurence Mercier : Françoise (28 épisodes)
- Roger Jacquet : Jacques Pernet (25 épisodes)
- Jean Perrin : Maurice, interne en pharmacie (19 épisodes)
- Serge Nubret : Mamadou, le garçon de salle (18 épisodes)
- Henri Guisol : Professeur Montade (16 épisodes)
- Sacha Briquet : Raymond Claberan (13 épisodes)
- Marpessa Dawn : Malou (11 épisodes)

### Acteurs secondaires
Sauf indication contraire, les informations mentionnées dans cette section peuvent être confirmées par la base de données cinématographiques IMDb,  présente dans la section « Liens externes ».
- Jacqueline Corot : Viviane Pernet (ép. 22, 36, 51, 52, 53, 54, 55)
- Jean Bolo : Monsieur Michaux (ép. 16, 17, 18, 19, 20)
- Christian de Tillière : Monsieur Godivert (ép. 31, 32, 33, 34, 35)
- Louisa Colpeyn : Marguerite de Saint-Aignan, la gouvernante du Professeur Montade (ép. 36, 37, 38, 39, 40)
- Françoise Goléa : Sophie, une patiente mythomane (ép. 56, 57, 58, 59, 60) (créditée Françoise Golia)
- Jacques Dufilho : le clochard, ancien commandant (ép. 61, 62, 63, 64, 65)
- Claude Nollier : Lucienne, l’infirmière en chef (ép. 61, 62, 63, 64, 65)
- Marcel Charvey : Monsieur Badel (ép. 1, 4, 44, 45)
- Jacqueline Rivière : Suzanne Badel (ép. 1, 4, 44, 45)
- Richard Steen : Bernard Badel (ép. 1, 4, 5, 44, 45)
- Jean-Michel Dhermay : Yves (ép. 7, 8, 9, 21)
- Blanchette Brunoy : Antoinette Groppard (ép. 11, 13, 14, 15)
- Maurice Coussonneau : un patient qui se porte bien (ép. 26, 27, 28, 29)
- Pierre Julien : Monsieur Schneider, un patient (ép. 26, 27, 28, 29)
- Pierre-Jean Vaillard : Sylvain Groppard (ép. 11, 13, 14, 15)
- Dominique Maurin : Jacques Durand, dit « Jacky » (ép. 31, 32, 33, 35)
- Josette Poirier : Hélène, la cuisinière (ép. 7, 18, 25)
- Jacques Ebner : Sylvestre Groppard (ép. 11, 13, 14)
- Bernard Garnier : Stéphane Groppard (ép. 11, 13, 14)
- Georges Aubert :  un patient qui se porte bien (ép. 26, 27, 28)
- Max Billy : un patient qui se porte bien (ép. 26, 27, 28)
- Bernard Charlan : le masseur/le brigadier-chef (ép. 28/57, 60)
- Kim Camba : l’ancien boxeur (ép. 27, 28, 29)
- André Rousselet : Monsieur Touraine (ép. 31, 32, 33)
- Serge Coursan : le concierge (ép. 1, 49)
- Georges Loriot : Monsieur Albert, un patient (ép. 2, 4)
- Alain Tennenbaum : l’étudiant (ép. 2, 3)
- Nadia Gary : Isabelle (ép. 3, 4)
- Georges Berthomieu : un patient qui offre du chocolat (ép. 7, 8)
- Blanche Raynal : une infirmière (ép. 9, 27) (créditée Blanche Rayne)
- Katia Christine : Barbara Wagner (ép. 13, 14) (créditée Katia Christina)
- Christian Dulac : Fred (ép. 33, 34)
- Ludmilla Hols : Cécile, une infirmière à l’administration (ép. 35, 57)
- Nicole Chaput : Pierrette, la soubrette du Professeur Montade (ép. 36, 38)
- Alain Payet : André, le jeune malade atteint de Leishmaniose (ép. 38, 40)
- Claude Mansard : Henri Duparc (ép. 47, 48)
- Lise Cornier : la secrétaire de Madame Omega (ép. 47, 48)
- Jean-Marie Bon : un infirmier (ép. 49, 50)
- José-Maria Flotats : Fernand Revel (ép. 49, 50)
- Albert Michel : Antoine, un concierge à l’hôpital (ép. 56, 57)
- Jean-Guy Jérôme : Nicolas (parfois Fernand), le fils de Lucienne (ép. 61, 65) (crédité Jean-Guy Gérome)
- Mireille Merville : la secrétaire (ép. 1)
- Michel Journé : un patient (ép. 2)
- Claude Legros : un patient (ép. 4)
- Catherine Thuillier : la standardiste (ép. 9)
- Tony Mallet : Joseph, le valet des Groppard (ép. 11)
- Albert Simono : un patient pianiste d’opérette (ép. 11)
- Pierre Frag : un patient alcoolique (ép. 12)
- Martin Trévières : un patient qui parle de sa famille (ép. 15)
- Jacques Galland : un patient très bavard (ép. 16)
- Hélène Tossy : Madame Michaux (ép. 20)
- Paula Dehelly : Tante Berthe (ép. 23)
- Jean-Paul Moulinot : Oncle Hector (ép. 23)
- Maria Laborit : la maman inquiète pour son petit garçon (ép. 26)
- Sylvie Artel : la bonne du Professeur Montade (ép. 28)
- Maurice Auzel : Gus Leriche, dit « Gugus » (ép. 28)
- André Rouyer : le garçon de salle remplaçant (ép. 29)
- Paul Demange : le tailleur (ép. 30)
- Nane Germon : Madame Durand (ép. 33)
- Jacques Hilling : Charles Durand (ép. 33)
- Laurence Badie : Madame Gaudivert (ép. 33)
- Jean-Loup Philippe : un patient (ép. 38)
- Colette Allègre : la marchande de journaux (ép. 39)
- Gaby Basset : la voyageuse très bavarde (ép. 39)
- Jean Besnard : le chauffeur de taxi (ép. 39)
- Jacques Chevalier : le marchand de Loterie (ép. 39)
- Jean-Jacques Douvaine : l’employé au guichet de la gare (ép. 39)
- Guy Saint-Jean : le contrôleur pour Pontarlier (ép. 39)
- Georges Adet : un patient (ép. 42)
- Jean-François Delacour : Francis, le copain d’Anne (ép. 42)
- Patricia Carli : une patiente (ép. 43) (créditée Patricia Carly)
- Jacqueline Staup : une célibataire (ép. 47)
- Jenny Astruc : Madame Omega (ép. 48)
- Edmond Ardisson : Monsieur Beurret (ép. 48)
- Serge Davri : Anselme Pericot (ép. 48)
- Pierre Collet : un infirmier (ép. 49)
- Ginette Mathieu : Ginette, une infirmière (ép. 51)[4]
- Pierre Moncorbier : Monsieur Duroyer (ép. 54) (crédité Pierre-Jacques Moncorbier)
- Marc Arian : un patient qui n’ose plus manger (ép. 55)
- Bernard Frémaux : un patient qui n’ose plus manger (ép. 55)
- Yan Davrey : un patient qui n’ose plus manger (ép. 55)
- Henri Czarniak : un agent de police (ép. 56)
- Jean-Pierre Ducos : un agent de police (ép. 56)
- René Berthier : un passant (ép. 60)
- Andrée Servilange : une passante (ép. 60)
- Abel Corty : François, l’homme agressé par Marc (ép. 60)
- Florence Ennery : la femme de François (ép. 60)
- Jacques Gaffuri : l’agent Durand (ép. 60)
- Charly et Pipo : les professeurs Montana de Milan et Van Schutten d’Amsterdam (identités étranges)
- Albert Daumergue : un homme dans les couloirs de l’hôpital/un serveur au restaurant (ép. 2, 4/30) (non crédité)
- Lucien Desagneaux : un infirmier sortant de l’ascenseur/un infirmier dans les couloirs/un infirmier à l’accueil (ép. 5/26/35) (non crédité)
- Corine Louba : Henriette (parfois Mariette), une infirmière (ép. 12, 16, 20, 26, 27, 29, 30, 49, 50, 65) (non crédité)
- Marius Gaidon : le barman de l’hôtel/un serveur au restaurant (ép. 13/30) (non crédité)
- André Auguet : le restaurateur impatienté/un spectateur au match de boxe (ép. 13/28) (non crédité)
- Roland Malet : un client au restaurant/un homme en salle d’attente/un spectateur au match de boxe (ép. 22/26/28) (non crédité)
- Jean-Claude Rémoleux : un patient (ép. 26) (non crédité)
- Maurice Villiod : un homme en salle d’attente avec une pustule sur le nez (ép. 26) (non crédité)
- Gaston Meunier : un client au restaurant/un homme dans les couloirs de l’hôpital/le contrôleur des trains/un prétendant de Madeleine/un patient et un homme à l’accueil (ép. 30/38/39/48/53, 54, 58) (non crédité) [réf. nécessaire]
- René Aranda : le serveur au café/un infirmier dans les couloirs (ép. 34/35) (non crédité)
- Hubert Lassiat : un patient (ép. 42) (non crédité)
- Édouard Rousseau : un homme dans les couloirs de l’hôpital (ép. 61, 63, 64) (non crédité)
- Richard Saint-Bris : un homme dans les couloirs de l’hôpital (ép. 65) (non crédité)